# Плечиха
Плечиха — деревня в Вельском районе Архангельской области. Входит в состав муниципального образования «Попонаволоцкое».

## География
Деревня расположена в южной части Архангельской области, в таёжной зоне, в пределах северной части Русской равнины, в 92 километрах на север от города Вельска, на левом берегу реки Ваги. Ближайшие населённые пункты: на западе село Павловское, на востоке деревня Поречье.
Часовой пояс
Плечиха, как и вся Архангельская область, находится в часовой зоне МСК (московское время). Смещение применяемого времени относительно UTC составляет +3:00.

## Население
| 2002 | 2010 | 2012 | 2014 |
| ---- | ---- | ---- | ---- |
| 3    | ↗6   | ↘4   | ↘2   |

## История
В «Списке населенных мест Архангельской губернии на 1 мая 1922 года» поселение записано как дер.Плечевская(Плечиха), в которой 3 двора. Население составляет 13 мужчин и 14 женщин. В административном отношении деревня входила в состав Попонаволоцкого сельского общества Благовещенской волости Шенкурского уезда.